# Prionomatis karyudense
Prionomatis karyudense är en mångfotingart som beskrevs av Miyosi 1956. Prionomatis karyudense ingår i släktet Prionomatis och familjen plattdubbelfotingar. Inga underarter finns listade i Catalogue of Life.